# Polska na Młodzieżowych Mistrzostwach Europy w Lekkoatletyce 2011
Polska na Młodzieżowych Mistrzostwach Europy w Lekkoatletyce 2011 – reprezentacja Polski podczas ósmej edycji czempionatu Starego Kontynentu dla zawodników do lat 23, która odbyła się w Ostrawie, zdobyła 10 medali, w tym pięć złote.

## Rezultaty

### Mężczyźni
- bieg na 100 metrów
  - Grzegorz Zimniewicz odpadł w eliminacjach (12. miejsce)
- bieg na 200 metrów
  - Artur Zaczek odpadł w półfinale (13. miejsce)
- bieg na 400 metrów
  - Mateusz Fórmański zajął 6. miejsce
  - Łukasz Krawczuk odpadł w eliminacjach (13. miejsce)
- Bieg na 800 metrów
  - Adam Kszczot zajął 1. miejsce
- Bieg na 1500 metrów
  - Krzysztof Żebrowski odpadł w eliminacjach (17. miejsce)
- bieg na 400 metrów przez płotki
  - Michał Pietrzak odpadł w półfinale (15. miejsce)
  - Robert Bryliński odpadł w półfinale (16. miejsce)
- bieg na 3000 metrów z przeszkodami
  - Krystian Zalewski zajął 7. miejsce
  - Łukasz Oślizło zajął 10. miejsce
  - Jacek Żądło odpadł w eliminacjach (15. miejsce)
- sztafeta 4 × 100 metrów
  - Mateusz Biegajło, Artur Zaczek, Cezary Bagiński i Grzegorz Zimniewicz zajęli 4. miejsce
- sztafeta 4 × 400 metrów
  - Michał Pietrzak, Jakub Krzewina, Łukasz Krawczuk i Mateusz Fórmański oraz Marcin Grynkiewicz i Rafał Omelko (w eliminacjach) zajęli 2. miejsce
- chód na 20 kilometrów
  - Dawid Tomala zajął 1. miejsce
  - Wojciech Halman zajął 9. miejsce
  - Dawid Wolski nie ukończył (dyskwalifikacja)
- skok wzwyż
  - Szymon Kiecana zajął 4. miejsce
  - Jarosław Rutkowski zajął 6. miejsce
- skok o tyczce
  - Paweł Wojciechowski zajął 1. miejsce
  - Robert Sobera zajął 11. miejsce
- skok w dal
  - Konrad Podgórski zajął 11. miejsce
  - Adrian Strzałkowski odpadł w kwalifikacjach
- trójskok
  - Karol Hoffmann zajął 10. miejsce
- pchnięcie kulą
  - Sylwester Zieliński zajął 12. miejsce
- rzut młotem
  - Paweł Fajdek zajął 1. miejsce
  - Wojciech Nowicki zajął 5. miejsce
  - Norbert Rauhut zajął 11. miejsce
- rzut oszczepem
  - Łukasz Grzeszczuk zajął 5. miejsce
  - Krzysztof Szalecki zajął 10. miejsce
  - Marcin Plener zajął 11. miejsce
- dziesięciobój
  - Szymon Czapiewski zajął 17. miejsce
  - Marcin Przybył nie ukończył

### Kobiety
- bieg na 100 metrów
  - Anna Kiełbasińska zajęła 3. miejsce
  - Małgorzata Kołdej odpadła w półfinale (14. miejsce)
  - Paula Suchowiecka odpadła w eliminacjach (18. miejsce)
- bieg na 200 metrów
  - Anna Kiełbasińska zajęła 1. miejsce
  - Martyna Opoń zajęła 7. miejsce
  - Milena Pędziwiatr odpadła w eliminacjach (22. miejsce)
- bieg na 400 metrów
  - Iga Baumgart odpadła w eliminacjach (18. miejsce)
- bieg na 800 metrów
  - Katarzyna Broniatowska zajęła 7. miejsce
  - Joanna Jóźwik odpadła w eliminacjach (10. miejsce)
  - Monika Flis odpadła w eliminacjach (11. miejsce)
- bieg na 1500 metrów
  - Katarzyna Broniatowska zajęła 3. miejsce
  - Danuta Urbanik zajęła 5. miejsce
- bieg na 10 000 metrów
  - Karolina Waszak zajęła 12. miejsce
- bieg na 400 metrów przez płotki
  - Marzena Kościelniak zajęła 8. miejsce
  - Joanna Linkiewicz odpadła w eliminacjach (16. miejsce)
- bieg na 3000 metrów z przeszkodami
  - Matylda Szlęzak zajęła 4. miejsce
  - Antonina Behnke odpadła w eliminacjach (14. miejsce)
  - Aleksandra Lisowska odpadła w eliminacjach (19. miejsce)
- sztafeta 4 × 100 metrów
  - Ewa Zarębska, Małgorzata Kołdej, Martyna Opoń i Anna Kiełbasińska zajęły 6. miejsce
- sztafeta 4 × 400 metrów
  - Ewa Sadłowska, Iga Baumgart, Marzena Kościelniak i Joanna Linkiewicz zajęły 4. miejsce
- chód na 20 kilometrów
  - Katarzyna Golba zajęła 7. miejsce
  - Magdalena Jasińska zajęła 10. miejsce
  - Agata Litwiniuk nie ukończyła (dyskwalifikacja)
- skok wzwyż
  - Magdalena Ogrodnik zajęła 5. miejsce
- skok w dal
  - Anna Jagaciak zajęła 4. miejsce
  - Martyna Bielawska odpadła w kwalifikacjach
- trójskok
  - Anna Jagaciak zajęła 3. miejsce
  - Martyna Bielawska zajęła 10. miejsce
- pchnięcie kulą
  - Paulina Guba zajęła 4. miejsce
  - Aldona Magdalena Żebrowska zajęła 9. miejsce
- rzut młotem
  - Joanna Fiodorow zajęła 2. miejsce
  - Magdalena Szewa zajęła 12. miejsce
- siedmiobój
  - Izabela Mikołajczyk zajęła 10. miejsce